# أبيلاردو ريوس
أبيلاردو ريوس (بالإسبانية: Abelardo Ríos)‏ ولد بتاريخ 20 يناير 1952 في كولومبيا، هو دراج كولومبي سابق. سبق أن شارك في دورة الألعاب الأولمبية الصيفية.